# Chennagiri
Chennagiri es una ciudad censal situada en el distrito de Salem en el estado de Tamil Nadu (India). Su población es de 5338 habitantes (2011).

## Demografía
Según el censo de 2011 la población de Chennagiri era de 5338 habitantes, de los cuales 2761 eran hombres y 2577 eran mujeres. Chennagiri tiene una tasa media de alfabetización del 65,11%, inferior a la media estatal del 80,09%: la alfabetización masculina es del 75,11%, y la alfabetización femenina del 54,26%.